# سارة إيما إدموندز
سارة إيما إدموندز (بالإنجليزية: Sarah Emma Edmonds)‏ هي ممرضة وجندية أمريكية، ولدت في 1 ديسمبر 1841 في نيو برونزويك في كندا، وتوفيت في 5 سبتمبر 1898 في لا بورت في الولايات المتحدة.

## وصلات خارجية
- سارة إيما إدموندز على موقع الموسوعة البريطانية (الإنجليزية)